# شبكة شحن

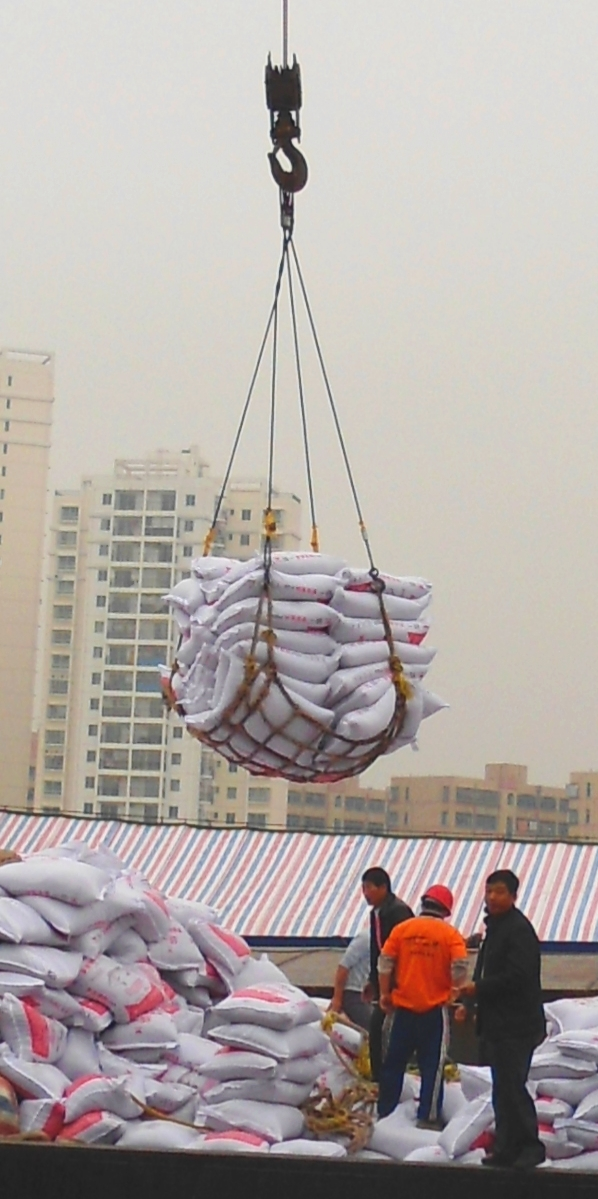
شبكة شحن في الصين.

شبكة الشحن أو شبكة البضائع هي نوعُ من أنواع الشباك، عادة ما تكون مربعة أو مستطيلة وقد تكون في بعض الأحيان مستديرة، مصنوعة من حبل سميك، يكون استخدامها لغرض نقل البضائع من وإلى السفن.